# Michael Meinecke
Michael Meinecke (* 6. November 1941 in Wien; † 10. Januar 1995 in Berlin) war ein deutscher Kunsthistoriker, Archäologe und Islamwissenschaftler. Er war von 1988 bis 1995 Direktor des Museums für Islamische Kunst, zunächst im Westen, dann im wiedervereinigten Berlin.

## Leben und Wirken
Michael Meinecke wuchs in Istanbul auf, wo sein Vater am Theater tätig war, und besuchte dort die Deutsche Schule. Sein Studium der Kunstgeschichte, Klassischen Archäologie und Islamwissenschaft in Wien und Hamburg schloss er 1968 mit einer Dissertation über Fayencedekorationen an seldschukischen Sakralbauten in Kleinasien ab. Anschließend arbeitete er bei der Abteilung Kairo des Deutschen Archäologischen Instituts und widmete sich dort dem Erhalt architektonisch und historisch bedeutsamer Gebäude der Altstadt, insbesondere solcher aus der Mamluken-Zeit. Eines der Ergebnisse dieser Arbeit war die umfangreiche Schrift Die mamlukische Architektur in Ägypten und Syrien, mit der er sich 1978 an der Universität Hamburg habilitierte.
Während seiner Lehrtätigkeit an der Universität Hamburg 1977 bis 1980 war er als Berater für die UNESCO tätig. Ab 1979 leitete er die neu gegründete Station Damaskus des Deutschen Archäologischen Instituts. Unter seiner Leitung fanden in den nächsten Jahren zahlreiche bedeutsame Ausgrabungen statt, unter anderem in Raqqa, wo seit 1982 das Palastareal von Hārūn ar-Raschīd ergraben wurde.
1988 wurde Meinecke in Nachfolge von Klaus Brisch Direktor des Museums für Islamische Kunst in Berlin-Dahlem. Nach der Wiedervereinigung der Berliner Museen und der Zusammenführung der Sammlungen wurde Meinecke 1992 Direktor des vereinigten Museums für Islamische Kunst. 1995 brach er plötzlich auf den Treppenstufen zu seinem Arbeitszimmer zusammen und starb. Volkmar Enderlein, der langjährige Leiter der Islamischen Sammlung in Ost-Berlin, wurde sein Nachfolger.

## Schriften (Auswahl)
Siehe das Schriftenverzeichnis in Damaszener Mitteilungen 11, 1999, S. XVII–XXI.
- Fayencedekorationen seldschukischer Sakralbauten in Kleinasien (= Istanbuler Mitteilungen. Beiheft 13, ISSN 0418-9701). 2 Bände (Textbd. Tafelbd.). Wasmuth, Meinecke 1976, ISBN 3-8030-1715-7 (Zugleich: Hamburg, Universität, Dissertation, 1968).
- Die mamlukische Architektur in Ägypten und Syrien. (648/1250 bis 923/1517) (= Abhandlungen des Deutschen Archäologischen Instituts, Kairo. Islamische Reihe. Band 5). 2 Teile. Augustin, Glückstadt 1992 (Habilitationsschrift 1978)
  - Teil 1: Genese, Entwicklung und Auswirkungen der mamlukischen Architektur. 1992, ISBN 3-87030-071-X.
  - Teil 2: Chronologische Liste der mamlukischen Baumassnahmen. 1992, ISBN 3-87030-076-0.